# Anything Else
Anything Else ist ein US-amerikanischer Spielfilm aus dem Jahr 2003.

## Handlung
Jerry Falk ist ein junger, aufstrebender Autor in New York. Sein Geld verdient er mit Auftragstexten für Comedians, er arbeitet aber auch an einem Roman. Sein Agent Harvey Wexler hat zwar am Beginn seiner Karriere Jerry gut unterstützt, aber er wird mit der Zeit immer mehr zur geschäftlichen Belastung.
Vor einiger Zeit hat sich Jerry unsterblich in die impulsive Amanda verliebt. Nach einer leidenschaftlichen Anfangszeit ihrer Beziehung wird diese in den Augen Jerrys immer „schwieriger“. Sie leben zwar in einer gemeinsamen Wohnung, hatten aber schon seit sechs Monaten keinen Sex mehr. Amanda hat einfach kein sexuelles Verlangen nach Jerry. Trotzdem versichern sie sich weiterhin gegenseitig ihre Liebe. Auch Jerrys Psychoanalytiker hilft ihm nicht so weiter, wie er es sich wünscht.
In dieser Situation lernt Jerry den älteren Lehrer und Autor David Dobel kennen. Von dem hoch gelehrten Dobel erhält er die Ratschläge, die er bei seinem Psychoanalytiker vermisst. Allerdings wird er durch diese auch immer misstrauischer gegenüber Amanda. Nachdem Jerry bemerkt hat, dass Amanda ihr Diaphragma trägt, spioniert er ihr eifersüchtig nach. Auch der Kauf einer Schusswaffe durch Jerry auf Davids Rat hin und der plötzliche Einzug von Amandas Mutter in ihre gemeinsame Wohnung sind Anlass weiterer Konflikte. Ebenso überredet David Jerry, den Vertrag mit seinem Agenten Harvey nicht zu verlängern. Harvey sieht dadurch seine eigene Zukunft gefährdet und entgeht auf diesen Schock hin nur knapp einem Herzinfarkttod.
Als Jerry mit Amanda eine Nacht in einem Hotel verbringt, um die alte Leidenschaft in ihr zu wecken, kulminiert das Vorhaben in einem Krankenwagen mit einer hyperventilierenden Amanda. Anschließend verliebt sie sich in den behandelnden Arzt und verlässt Jerry. Dieser hat aber am selben Tag ebenfalls den Plan Amanda zu verlassen, um mit Dobel zusammen an die Westküste zu ziehen und dort zu arbeiten. Kurz vor der Abreise gesteht Dobel aber, dass er vermutlich aus Rache einen Polizisten angeschossen und unabsichtlich getötet hat und deshalb nicht mitfährt. Es bleibt aber unklar, ob Dobel diese Geschichte nur erfunden hat, um Jerry zu bewegen, alleine ein neues Leben in Hollywood zu beginnen.

## Hintergründe
DreamWorks initiierte eine 10 Millionen US-Dollar teure Marketing-Kampagne für den Film, welche darauf abzielte, Biggs und Ricci einem jugendlichen Publikum schmackhaft zu machen. Trailer, TV-Spots und Poster für den Film schienen verschleiern zu wollen, dass Woody Allen als Drehbuchautor und Regisseur bei dem Film fungierte, vielleicht aufgrund seiner letzten Filme, die an der Kinokasse schwach waren. Roger Ebert bemerkte in seiner Filmkritik, dass „es den Anschein hatte, als habe man ein Kleinod, einen Woody-Allen-Film, und wolle dieses in Verpackungsmaterial für das American-Pie-Publikum hüllen.“ Doch der Film erwies sich in den Staaten als Flop und kam am ersten Wochenende mit einem Gesamtumsatz von nur 3,2 Millionen US-Dollar lediglich auf den 12. Platz. Wie immer bei Allen-Filmen schlug er sich vor dem Übersee-Publikum besser und erreichte einen Gesamtumsatz von 10,3 Millionen US-Dollar. Er vermochte es jedoch nicht, die 18 Millionen Dollar Produktionskosten oder die 10 Millionen Dollar, welche DreamWorks an Marketingkosten in den Film investiert hatte, wieder einzuspielen.
Der Film eröffnete die 60. Filmfestspiele von Venedig. Woody Allen absolvierte einen seiner seltenen öffentlichen Auftritte während der Eröffnungsgala.

## Kritik
Das Lexikon des internationalen Films urteilte, dass Woody Allen mit diesem Film „altbekannte Themen seines New Yorker Stadtneurotiker-Universums“ aufgreife, jedoch würde, was früher „oft melancholisch-verquer gefärbt war, an vielen Stellen in Sarkasmus umkippen“.